# Pola dawno zapomnianych bitew
Pola dawno zapomnianych bitew – cykl autorstwa Roberta J. Szmidta z gatunku fantastyki naukowej. 
Dotychczas nakładem Wydawnictwa Rebis ukazało się siedem tomów tego cyklu, ósmy jest w przygotowaniu.

## Fabuła
Akcja toczy się w odległej przyszłości. Ludzkość ma za sobą skok cywilizacyjny. W ciągu piętnastu pokoleń skolonizowano ponad tysiąc planet i zbadano kilkanaście tysięcy układów gwiezdnych. Stoczono też krwawą wojnę domową. 
W odległym układzie New Rouen okręt Korpusu Utylizacyjnego natrafia na tajemniczy wrak statku kosmicznego, który przerasta zaawansowaniem technologicznym wszystkie ziemskie dokonania. Równocześnie w układzie Xan 4 naukowcy i wojskowi Federacji obserwują ze stacji orbitalnej tych, których od dawna chcieli spotkać: dwie rasy Obcych, które są na dużo niższym niż Ziemianie poziomie technologicznym. 
Tak zaczyna się ta wciągająca opera kosmiczna, która doczekała się pochwał z ust amerykańskich pisarzy SF, takich jak Nancy Kress, Mike Resnick, David Weber, Kevin J. Anderson i Jack Campbell.
Cykl został przetłumaczony na język angielski, a jego pierwsze tomy ukazały się w USA jako:
- Easy to Be a God, Royal Hawaiian Press, 2017 (wyd. 1); Word Fire Press, 2022 (wyd. 2),
- Escape from Paradise, Word Fire Press, 2022,
- Edge of Extinction, Word Fire Press, 2023,
- Victory or Death, Word Fire Press (w przygotowaniu).

## Powieści cyklu
- Łatwo być bogiem (Pola dawno zapomnianych bitew: Święcki, tom 1), Rebis, Poznań 2014.
- Ucieczka z raju (Pola dawno zapomnianych bitew: Święcki, tom 2), Rebis, Poznań 2016.
- Na krawędzi zagłady (Pola dawno zapomnianych bitew: Święcki, tom 3), Rebis, Poznań 2017.
- Zwycięstwo albo śmierć (Pola dawno zapomnianych bitew: Święcki, tom 4), Rebis, Poznań 2018.
- Ostatnia misja Asgarda (Pola dawno zapomnianych bitew: Święcki, tom 5), Rebis, Poznań 2019.

(seria prequelowa)
- Per aspera ad astra (Pola dawno zapomnianych bitew: Bukowski, tom 1), Rebis, Poznań 2020.
- Uderzenie wyprzedzające (Pola dawno zapomnianych bitew: Bukowski, tom 2), Rebis, Poznań 2022.

- Do ostatniej kropli krwi (Pola dawno zapomnianych bitew: Bukowski, tom 3), Rebis, Poznań 2023[1].

(spin-off)
- Toy Land, „Science Fiction” nr 11 /2002; Fabryka Słów, Lublin 2008 (wyd. 1); Rebis, Poznań 2017 (wyd. 2).